# Calpini
Pour les articles homonymes, voir Calpini (homonymie).
Tribu
Les Calpini sont une tribu de papillons de nuit de la famille des Erebidae, classée autrefois[Quand ?] dans la famille des Noctuidae. Le proboscis de ces papillons adultes est pointue et barbelée, leur permettant de percer la peau du fruit pour en consommer le jus. Les papillons vampires, membres de cette tribu et classés dans le genre Calyptra, peuvent percer la peau des mammifères pour boire du sang.

## Liste des genres
Selon ITIS (16 avril 2024) :
- Polydesma Boisduval, 1833
- Calyptra Ochsenheimer, 1816
- Gonodonta Hübner, 1818
- Plusiodonta Guenée, 1852
- Gonodontodes Hampson, 1913

## Systématique
Le nom valide complet (avec auteur) de ce taxon est Calpini Boisduval, 1840.